# Episodi di Heartbeat (terza stagione)
La terza stagione della serie televisiva Heartbeat è stata trasmessa in anteprima nel Regno Unito dalla ITV1 tra il 3 ottobre 1993 e il 5 dicembre 1993.
| nº | Titolo originale           | Titolo italiano | Prima TV UK      | Prima TV Italia |
| -- | -------------------------- | --------------- | ---------------- | --------------- |
| 1  | Speed Kills                | inedito         | 3 ottobre 1993   | inedito         |
| 2  | Riders of the Storm        | inedito         | 10 ottobre 1993  | inedito         |
| 3  | Dead Ringer                | inedito         | 17 ottobre 1993  | inedito         |
| 4  | Going Home                 | inedito         | 24 ottobre 1993  | inedito         |
| 5  | A Chilly Reception         | inedito         | 31 ottobre 1993  | inedito         |
| 6  | The Frighteners            | inedito         | 7 novembre 1993  | inedito         |
| 7  | Father's Day               | inedito         | 14 novembre 1993 | inedito         |
| 8  | Endangered Species         | inedito         | 21 novembre 1993 | inedito         |
| 9  | An American in Aidensfield | inedito         | 28 novembre 1993 | inedito         |
| 10 | Bringing It All Back Home  | inedito         | 5 dicembre 1993  | inedito         |